# 荒蒔義勝
荒蒔 義勝（あらまき よしかつ、1876年（明治9年）8月28日 - 1959年（昭和34年）11月6日）は、日本の陸軍軍人。最終階級は陸軍中将。

## 経歴
茨城県出身。1899年（明治32年）11月、陸軍士官学校（11期）を卒業。翌年6月、砲兵少尉任官。1909年（明治42年）12月、陸軍大学校（21期）を卒業。その後、陸軍野戦砲兵射撃学校に配属。
1919年（大正8年）12月、野戦砲兵射撃学校教育部長に就任。1920年（大正9年）12月、砲兵大佐に昇進。1922年（大正11年）8月、近衛野砲兵連隊長に異動。1923年（大正12年）12月、陸軍航空学校下志津分校長となり、以後、航空関係の役職を歴任する。1924年（大正13年）5月、下志津分校が下志津陸軍飛行学校に昇格し初代校長に就任。1925年（大正14年）5月、陸軍少将に進級。
1929年（昭和4年）8月、明野陸軍飛行学校長に異動。1930年（昭和5年）6月、所沢陸軍飛行学校長に移り、同年8月、陸軍中将に進んだ。1932年（昭和7年）4月、陸軍航空本部付となり、同年9月、第9師団長に親補された。1934年（昭和9年）8月に待命となり、翌月、予備役に編入された。1939年（昭和14年）4月1日に後備役となる。
1947年（昭和22年）11月28日、公職追放仮指定を受けた。

## 人物
砲兵科出身であるが航空兵科に転じ、飛行学校の校長として教育に尽力。現役を退いた後、グライダーの斡旋に努めた。

## 親族
- 息子 荒蒔義次（陸軍中佐）
- 娘婿 山田清一（陸軍中将）